# Liste der Arbeitslager in Shanxi
Umerziehung durch Arbeit ist ein System von Arbeitslagern in der Volksrepublik China.
Diese Liste führt solche Arbeitslager in der Provinz Shanxi auf.
| Bezeichnung                                         | Unternehmensbezeichnung                                             | Stadt/Kreis | Dorf/Stadt/Distrikt | Gründungsjahr | Bemerkungen                                                                               |
| --------------------------------------------------- | ------------------------------------------------------------------- | ----------- | ------------------- | ------------- | ----------------------------------------------------------------------------------------- |
| Umerziehung durch Arbeit Changzhi                   | Farm Daxinzhuang                                                    | Changzhi    |                     |               | Wurde 1988 eine umerziehung durch Arbeit                                                  |
| Umerziehung durch Arbeit Stadt Datong               | Zeche Umerziehung durch Arbeit Stadt Datong                         | Datong      |                     | 1981          | Auch Umerziehung durch Arbeit Heiliushui und Umerziehung durch Arbeit Luozhenying genannt |
| Provinzial-Umerziehung durch Arbeit                 | Industrielles Großunternehmen Taiyuan Xinxin                        |             | Taiyuan             |               | Auch Umerziehung durch Arbeit der Männer Xindian genannt                                  |
| Provinzial-Umerziehung durch Arbeit für Drogentäter |                                                                     |             |                     |               |                                                                                           |
| Provinzial-Umerziehung durch Arbeit der Frauen      |                                                                     | Taiyuan     | Xindian             |               | Auch Umerziehung durch Arbeit Taiyuan Xiandan genannt                                     |
| Umerziehung durch Arbeit Stadt Taiyuan              | Koksherstellungszentrum Gujiao der Umerziehung durch Arbeit Taiyuan | Taiyuan     | Jiancaoping         | 1984          |                                                                                           |
| Umerziehung durch Arbeit Yangquan                   |                                                                     | Pingding    |                     | 1984          |                                                                                           |
| Umerziehung durch Arbeit Yongji Dongcun             | Farm Dongcun                                                        | Yongji      |                     | 1985          |                                                                                           |
| Umerziehung durch Arbeit Yuxiang                    |                                                                     | Yongji      |                     |               | Wurde 1979 eine Umerziehung durch Arbeit                                                  |

## Quelle
- Laogai Handbook (2007–2008). (PDF; 3,5 MB) The Laogai Research Foundation, 2008, abgerufen am 10. Januar 2011.